# Réacteur de test avancé

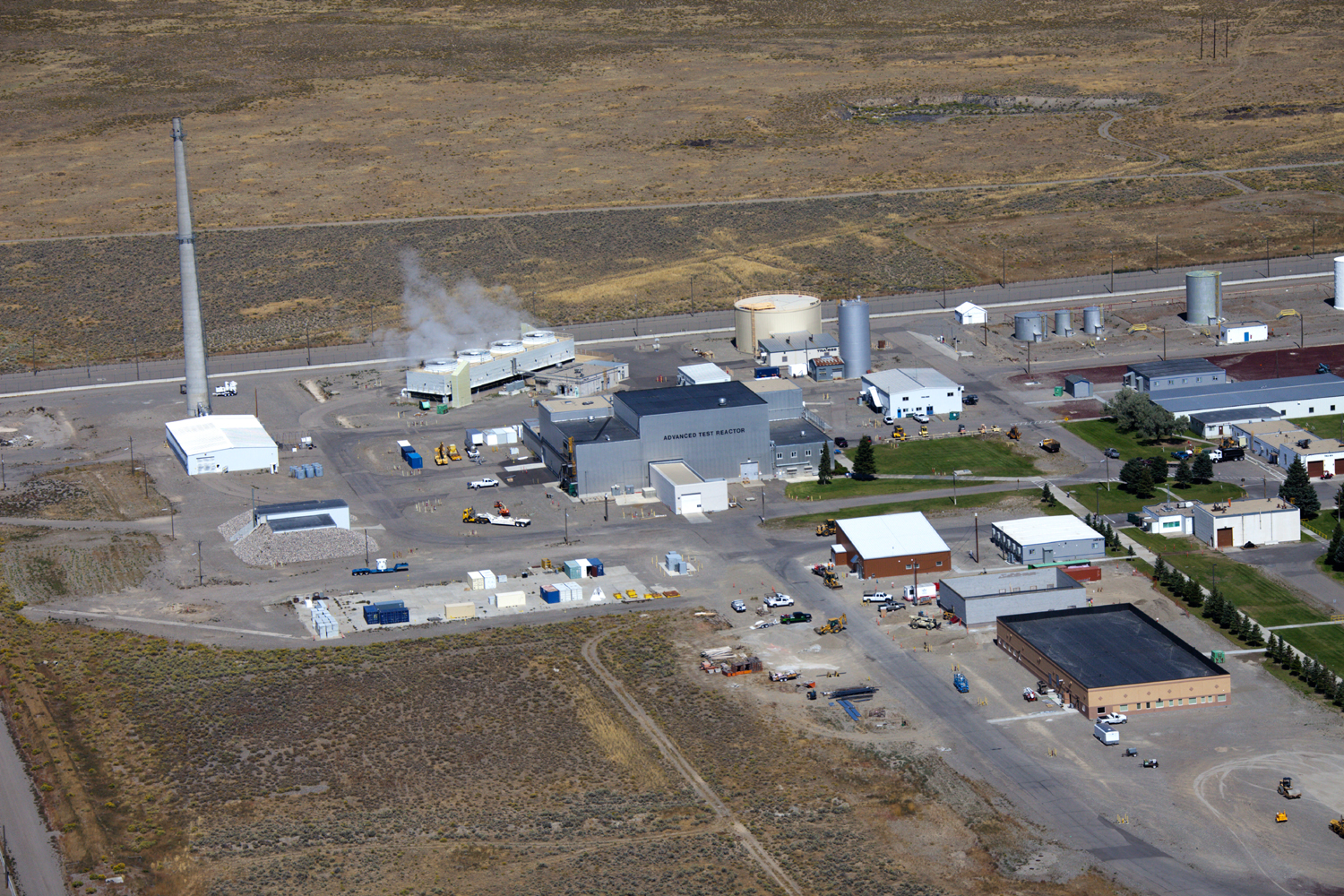
Vue aérienne du site en 2009.

L’Advanced Test Reactor (ATR) est un réacteur nucléaire de recherche du laboratoire national de l'Idaho, situé à l'est d'Arco, dans l'Idaho, aux États-Unis.
Ce réacteur a été conçu et est utilisé pour tester les combustibles et les matériaux nucléaires destinés aux centrales électriques, à la propulsion navale, à la recherche et aux réacteurs avancés. Il peut fonctionner à une puissance thermique maximale de 250 MW et dispose d'un coeur « Four Leaf Clover » (similaire à la rose camunienne) qui permet une variété de lieux d'essais. La conception unique permet différentes conditions de flux (nombre de neutrons frappant un centimètre carré chaque seconde) à différents endroits. Six des sites d'essai permettent d'isoler une expérience du système de refroidissement primaire, fournissant son propre environnement pour la température, la pression, le débit et la chimie, reproduisant l'environnement physique tout en accélérant les conditions nucléaires. 
L'ATR est un réacteur à eau légère sous pression (LWR), utilisant l'eau à la fois comme liquide de refroidissement et comme modérateur. Le coeur est entouré d'un réflecteur en béryllium pour concentrer les neutrons sur les expériences, mais il abrite également de multiples positions d'expérimentation. Il fonctionne à basse température, 71°C au maximum, et pas plus de 2,69 MPa de pression d'eau. La cuve du réacteur ATR est en acier inoxydable massif de 11 m de haut sur 3,7 m de large. Le coeur mesure environ 1,2 m de haut sur 1,2 m de large. 
En plus de son rôle dans l'irradiation des combustibles et des matières nucléaires, l'ATR est la seule source intérieure de cobalt 60 (Co-60) à haute activité spécifique (HSA) des États-Unis pour des applications médicales. Le HSA Co-60 est principalement utilisé dans le traitement du cancer du cerveau Gamma knife. D'autres isotopes médicaux et industriels ont également été produits et pourraient l'être à nouveau, y compris le radio-isotope utilisé pour fournir de la chaleur et de l'énergie aux engins spatiaux de la NASA ou aux rovers de surface, le plutonium 238 (Pu-238). 

## Histoire

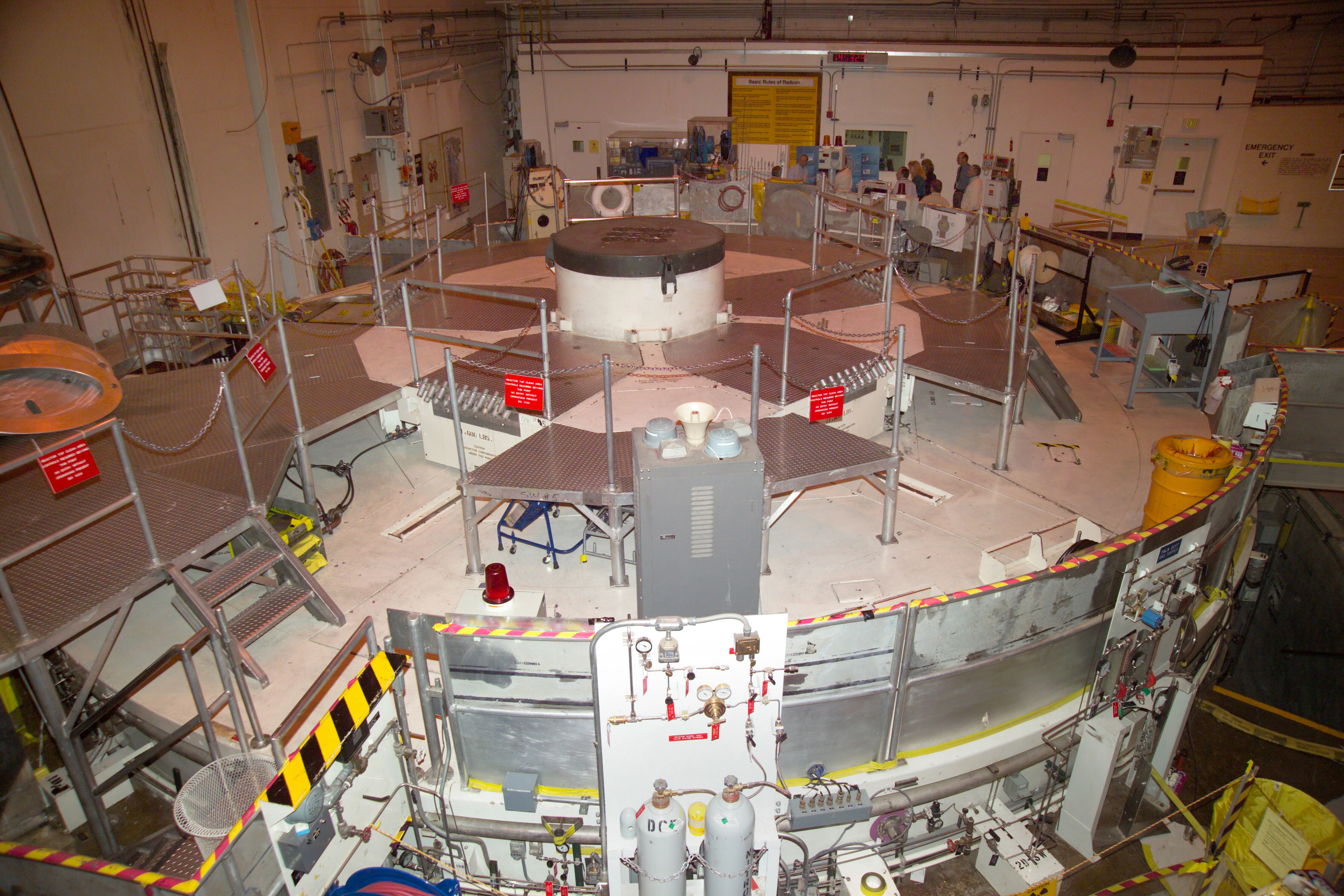
Le réacteur en 2005.

Depuis 1951, cinquante-deux réacteurs ont été construits [Quand ?] sur le terrain de ce qui était à l'origine la National Reactor Testing Station de l'Atomic Energy Commission, qui abrite actuellement le laboratoire national de l'Idaho (INL) du département de l'Énergie des États-Unis. Construit en 1967, l'ATR est le deuxième plus ancien des trois réacteurs encore en exploitation sur le site. Sa fonction principale est de bombarder intensément des échantillons de matériaux et de combustibles avec des neutrons pour reproduire l'exposition à long terme à des niveaux élevés de rayonnement, comme ce serait le cas après des années dans un réacteur nucléaire commercial. L'ATR est l'un des quatre seuls réacteurs d'essai au monde à posséder cette capacité. Le réacteur produit également des isotopes rares destinés à la médecine et à l'industrie.

## Installation nationale des utilisateurs scientifiques
En avril 2007, l'ATR a été désignée Installation nationale des utilisateurs scientifiques, rebaptisée depuis lors Installation des utilisateurs des sciences nucléaires (NSUF), afin d'encourager l'utilisation du réacteur par les universités, les laboratoires et l'industrie. Ce statut vise à stimuler les expériences visant à prolonger la durée de vie des réacteurs commerciaux existants et à encourager le développement de l'énergie nucléaire. Ces expériences permettront de tester « les matériaux, le combustible nucléaire et les instruments qui fonctionnent dans les réacteurs ». Dans le cadre de ce programme, les expérimentateurs n'auront pas à payer pour effectuer des expériences au réacteur, mais sont tenus de publier leurs résultats. Grâce au système NSUF, l'ATR et les installations partenaires ont accueilli 213 expériences récompensées par 42 établissements différents (universités, laboratoires nationaux et industrie), ce qui a donné lieu à 178 publications et présentations.

## L'ATR par rapport aux réacteurs commerciaux
L'apparence et la conception des réacteurs d'essai sont très différentes de celles des réacteurs nucléaires commerciaux. Les réacteurs commerciaux sont de grande taille, fonctionnent à des températures et pressions élevées et nécessitent une grande quantité de combustible nucléaire. Un réacteur commercial typique a un volume de 48 mètres cubes avec 5 400 kg d'uranium à 288°C et 177 bar. En raison de leur grande taille et de l'énergie stockée, les réacteurs commerciaux ont besoin d'une structure de confinement robuste pour empêcher le rejet de matières radioactives en cas d'urgence.
À l'inverse, l'ATR nécessite une structure de confinement plus petite : d'un volume de 1,4 m3, il contient 43 kg d'uranium et fonctionne à 60°C et 26,5 bar (conditions similaires à un chauffe-eau). Le réacteur lui-même, qui est fait d'acier inoxydable entouré de béton qui s'étend sur plus de 6,1 m sous terre, est renforcé contre les dommages accidentels ou intentionnels. Toute la zone du réacteur est également entourée d'une structure de confinement conçue pour protéger davantage l'environnement alentour de tout rejet potentiel de radioactivité.

## Conception du réacteur et capacités expérimentales
Le coeur de l'ATR est conçu pour être aussi flexible que possible pour les besoins de la recherche. Il peut être activé et éteint en toute sécurité aussi souvent que nécessaire pour modifier des expériences ou effectuer des opérations de maintenance. Le réacteur est également mis hors tension automatiquement en cas de conditions expérimentales anormales ou de panne de courant.   
Les composants du cœur du réacteur sont remplacés au besoin tous les 7-10 ans afin de prévenir la fatigue due à l'exposition aux rayonnements et de s'assurer que les expérimentateurs ont toujours un nouveau réacteur avec lequel travailler. Le flux neutronique fourni par le réacteur peut être constant ou variable, et chaque lobe de la conception en trèfle à quatre feuilles peut être contrôlé indépendamment pour produire jusqu'à 1015 neutrons thermiques par centimètre carré et par seconde ou 5.1014 neutrons rapides cm-2s-1. Il y a 77 emplacements d'essai différents à l'intérieur du réflecteur et 34 autres emplacements de faible intensité à l'extérieur du noyau (voir la figure de droite), ce qui permet à de nombreuses expériences d'être exécutées simultanément dans différents environnements d'essai. Les volumes d'essai jusqu'à 5,0 pouces (130 mm) de diamètre et 4 pieds (1,2 m) de long peuvent être accommodés. Les expériences sont changées en moyenne toutes les sept semaines, et le réacteur est en fonctionnement nominal (110 MW) 75 % de l'année. 
Trois types d'expériences peuvent être réalisées dans le réacteur :
1. Expérience de capsule statique : Le matériau à tester est placé dans un tube scellé en aluminium, en acier inoxydable ou en Zircaloy, qui est ensuite inséré dans le réacteur à l'endroit désiré. Si la longueur du tube est inférieure à la hauteur totale du réacteur de 48 pouces, plusieurs capsules peuvent être empilées. Dans certains cas, il est souhaitable de tester les matériaux (tels que les éléments combustibles) en contact direct avec le fluide de refroidissement du réacteur, auquel cas la capsule d'essai n'est pas scellée. Une surveillance et un contrôle de température très limités sont disponibles pour la configuration de la capsule statique, et toutes les instances devraient être intégrées dans l'expérience de la capsule (comme les fils thermofusibles ou un entrefer isolant).
2. Expérience avec instrumentation : Semblable à la configuration de la capsule statique, ce type d'expérience permet de surveiller en temps réel la température et les conditions de gaz à l'intérieur de la capsule. Un ombilical relie la capsule d'essai à un poste de contrôle pour mesurer les conditions d'essai. La station de contrôle régule automatiquement la température à l'intérieur de la capsule d'essai en pompant une combinaison de gaz hélium (conducteur) et néon ou argon (non conducteur) à travers la capsule. Le gaz en circulation peut être examiné par chromatographie gaz-liquide pour vérifier la défaillance ou l'oxydation du matériau testé.
3. Expérience de boucle d'eau sous pression : Plus complexe que la configuration instrumentée, ce type d'expérience n'est disponible que dans six des neuf tubes de flux, appelés Inpile Tubes (IPT). Le matériau d'essai est isolé du fluide de refroidissement primaire de l'ATR par un système de refroidissement secondaire, ce qui permet de simuler les conditions précises d'un réacteur commercial ou naval. Dans ce type d'expérience, les systèmes complets d'instrumentation et de contrôle génèrent une grande quantité de données qui sont à la disposition de l'expérimentateur en temps réel, de sorte que des modifications peuvent être apportées à l'expérience selon les besoins.

Des expériences de recherche sur le réacteur comprennent :
- Capsule de graphite avancée : Cette expérience permettra de tester les effets du rayonnement sur plusieurs types de graphite à l'étude dans le cadre du programme des centrales nucléaires de la prochaine génération qui ne disposent actuellement d'aucune donnée en température sous flux élevé[8].
- Advanced Fuel Cycle Initiative (AFCI) / Light Water Reactor : L'objectif de l'AFCI est de transformer les combustibles à plus longue durée de vie en combustibles à plus courte durée de vie qui pourraient être utilisés dans les réacteurs commerciaux à eau légère, afin de réduire la quantité de déchets qui doivent être stockés tout en augmentant la quantité de combustible disponible pour les réacteurs commerciaux[8].
- Production de cobalt 60 : La moins complexe des utilisations actuelles du réacteur d'essai avancé est la production de l'isotope Co-60 à des fins médicales. Des disques de Cobalt-59 de 1 mm de diamètre sur 1 mm d'épaisseur sont insérés dans le réacteur (Static Capsule Experiment), qui bombarde l'échantillon avec des neutrons, produisant du Cobalt-60. Environ 7 400 TBq sont produites chaque année, entièrement à des fins médicales[8].